# Monumento a la Natividad
El Monumento a la Natividad es un grupo escultórico urbano ubicado en la ciudad española de Alicante, en el tramo norte de la avenida de Óscar Esplá, próximo a la glorieta de la Estrella y frente la actual sede central del Banco Sabadell.

## Descripción
El monumento está conformado por dos partes diferenciadas.
La base está construida en hormigón y en forma de prisma. En ella se sitúa una placa de bronce con la siguiente inscripción:

Monumento a la Natividad que la Asociación de Belenistas de Alicante (Obra Social de la CAP) en conmemoración del XXV aniversario de su fundación 1959-1984 ofrece a la ciudad durante los actos del XXII Congreso Nacional de Belenistas. Abril-mayo de 1984.

A la izquierda de dicha inscripción aparece el escudo de la Asociación y a la derecha el de la Caja de Ahorros Provincial (CAP), entidad que financió la obra.
Sobre la base se encuentra el grupo escultórico, fundido en bronce y realizado por los hermanos P. y M. Blanco. Muestra a la Virgen María sentada sosteniendo al niño Jesús mientras san José lo coge de la mano. Detrás hay un marco representando la cueva en la que, según la tradición, se resguardó la Sagrada Familia durante la Natividad. En su parte superior se apoya una estrella de cinco puntas con una estela y la leyenda "Paz en la Tierra".